# 李波心
李波心（1919年4月8日—2014年1月2日），山西省代县人，中国政治人物。
早年参加中国工农红军，担任山西太岳到东北干部团教导员、西满军区二分区九团政委；后担任中共泰来县委书记；黑龙江省人事厅副厅长，嫩江地委候补书记，黑龙江省中医学院党委书记，松花江地委副书记。